# NGC 6244
NGC 6244 est une galaxie spirale barrée située dans la constellation du Dragon. Sa vitesse par rapport au fond diffus cosmologique est de 4 356 ± 2 km/s, ce qui correspond à une distance de Hubble de 64,3 ± 4,5 Mpc (∼210 millions d'al). NGC 6244 a été découverte par l'astronome américain Lewis Swift en 1886.
La classe de luminosité de NGC 6244 est I et elle présente une large raie HI.
À ce jour, trois mesures non basées sur le décalage vers le rouge (redshift) donnent une distance de 33,700 ± 8,062 Mpc (∼110 millions d'al), ce qui est loin à l'extérieur des valeurs de la distance de Hubble. Notons que c'est avec la valeur moyenne des mesures indépendantes, lorsqu'elles existent, que la base de données NASA/IPAC calcule le diamètre d'une galaxie et qu'en conséquence le diamètre de NGC 6244 pourrait être d'environ 29,9 kpc (∼97 500 al) si on utilisait la distance de Hubble pour le calculer.